# ТЕС-ГТЕС Ліхір
3°7′28″ пд. ш. 152°38′47″ сх. д. / 3.12444° пд. ш. 152.64639° сх. д.
ТЕС-ГТЕС Ліхір — електростанція в Папуа Новій Гвінеї, особливістю якої є наявність гідротермальної компоненти.
Станцію спорудили для забезпечення потреб золотого рудника Ліхір, що почав роботу в 1996-му та знаходиться на острові Ніолам (аріхпелаг Ліхір) за півсотні кілометрів від центральної ділянки східного узбережжя Нової Ірландії. До 2013 року тут ввели в дію 22 генераторні установки з двигунами внутрішнього згоряння загальною потужністю 175 МВт, що розраховані на споживання нафтопродуктів.
Рудник розташований у районі з високою геотермальною активністю, при цьому його облаштування включало три свердловини, що забезпечували випуск пари з підземного резервуару з метою мінімізації потенційної небезпеки. Це надавало можливість для розвитку гідротермальної енергетики і в 2003-му запустили тестову установку потужністю 6 МВт. У 2005-му ввели 3 парові турбіни потужністю по 10 МВт, а в 2007-му додали ще дві з таким самим показником. За проєктом ГТЕС повинна генерувати 411 млн кВт-год на рік.
Із свердловин отримують двофазну паро-водяну суміш, яка далі розділяється і пара спрямовується на турбіни. У 2008-му узялись за буріння більш глибоких додаткових свердловин, оскільки наявні не забезпечували досягнення проєктного показника.
ГТЕС підключена до дистрибуційної мережі копальні, що працює під напругою 11 кВ.